# Slaves in Bondage
Slaves in Bondage – amerykański film kryminalny z 1937 roku. Film opowiada historię naiwnych kobiet z prowincji, które po przybyciu do wielkiego miasta zostają uprowadzone i zmuszane do prostytucji.

## Obsada
- Lona Andre – Dona Lee
- Donald Reed – Phillip Miller
- Wheeler Oakman – Jim Murray
- Florence Dudley – Belle Harris
- John Merton – Nick Costello
- Richard Cramer – Dutch Hendricks
- William Royle – dziennikarz City Editor
- Edward Peil Sr. – detektyw Captain
- Louise Small – Mary Lou Smith
- Matty Roubert – Good-Looking Freddie
- Suzanna Kim – Fan Dancer